# Distolasterias nipon
Distolasterias nipon är en sjöstjärneart som först beskrevs av Döderlein 1902.  Distolasterias nipon ingår i släktet Distolasterias och familjen trollsjöstjärnor. Inga underarter finns listade i Catalogue of Life.